# Nerikaré
Nerikaré ókori egyiptomi fáraó volt, a XIII. dinasztia egyik uralkodója. Kim Ryholt és Darrell Baker egyiptológusok szerint a dinasztia harmadik uralkodója volt, és rövid ideig uralkodott i. e. 1796-ban. Jürgen von Beckerath ezzel szemben a dinasztia 23. fáraójának tartja, aki Szehotepkaré Antef után uralkodott.

## Említései
Nerikaré nagyrészt egyetlen sztéléről ismert, melyet uralkodása első évére datált. A sztélét 1897-ben publikálták, de mára elveszett.
A núbiai Szemnában, a Nílus áradásáról szóló feljegyzésen említenek egy királyt, aki lehet, hogy Nerikaré. A feljegyzést egy olyan uralkodó első évében készítették, akinek nevét F. Hintze és W. F. Reineke egyiptológusok Dzsefakarénak olvasták. Ryholt azonban úgy véli, hogy felfedezői rosszul olvasták a nevet, és a Gardiner-lista keselyűt ábrázoló G14 jele (nrỉ) helyett a kacsát ábrázoló G42 jelet (ḏf3) olvasták. Így Ryholt és mások, mint például Darrell Baker, most a nevet „Nerikaré”-ként olvassa.

## Elhelyezése a kronológiában
Ryholt rámutatott, hogy az ismert Nílus-feljegyzések, melyek hasonlítanak a Nerikaré idejére datálthoz, mind a XII. dinasztia uralkodásának végén, a XIII. elején keletkeztek, így Nerikarénak ebben az időben kellett uralkodnia, és mivel neve nem jelenik meg a torinói királylistán, valószínűleg a papirusz 7. oszlopa 6. sorában szereplő wsf lacuna helyén kellett lennie, ahol a XIII. dinasztia 3. uralkodója nevének kellene állnia. (A wsf, szó szerint „hiányzó” szó olyan helyeken szerepel a torinói királylistán, ahol hiányos volt az eredeti forrás, melyről a papirusz tartalmát a XIX. dinasztia idején másolták.) Ez azt jelentené, Nerikaré a dinasztia harmadik uralkodója, bár lehetséges, hogy a hiányzó részen két király neve szerepelt, és így Nerikaré a negyedik uralkodó, aki egy ismeretlen nevű harmadikat követ. Uralkodásának hosszát a torinói királylista 6 évre teszi, de Ryholt rámutatott, hogy minden, wsf-fel jelölt uralkodó neve mellé ennyit írtak, és valószínűleg csak a királylista szerzője találta ki, hogy ne legyenek lyukak a kronológiában. Ryholt szerint Nerikaré csak egy évig uralkodott. Az első uralkodási évére datált Nílus-felirat azt jelzi, hogy egy naptári év elején lépett trónra, áradás évszakának kezdete előtt.

## Nomen
A második átmeneti korról írt 1997-es tanulmányában Kim Ryholt felveti, hogy Nerikaré nomene Szobek lehetett. Ez a név három, a XIII. dinasztia III. Szobekhotep előtti korára datált pecséten szerepel, és mivel ebből a korból kettőt leszámítva minden király nomene ismert, csak Nerikaréé vagy Szehemréhutaui Habaué lehet.

## Fordítás
- Ez a szócikk részben vagy egészben  a   Nerikare című angol Wikipédia-szócikk ezen változatának fordításán alapul.  Az eredeti cikk szerkesztőit annak laptörténete sorolja fel. Ez a jelzés csupán a megfogalmazás eredetét és a szerzői jogokat jelzi, nem szolgál a cikkben szereplő információk forrásmegjelöléseként.